# Кессов, Карин
Карин Кессов-Дрбал (нем. Karin Kessow-Drbal, в замужестве Дрбал, родилась 8 января 1954 в Ростоке, ГДР) — восточногерманская конькобежка, участница зимних Олимпийских игр 1976 года, чемпионка мира, чемпионка и 3-кратная призёр чемпионата ГДР. Выступала за "SG Dynamo Rostock-West" и "SG Dynamo Berlin".

## Биография
Карин Кессов начала заниматься скоростным катанием в Ростоке в клубе "SG Dynamo Rostock-West" в возрасте 10 лет. Под руководством тренера Герды Хоффманн выиграла бронзовую медаль в многоборье в 1970 году на детско-юношеской Спартакиаде ГДР, тогда же тренер заложила основы успешной карьеры Карин на международном уровне.
С 1972 года Карин стала участвовать на чемпионате ГДР, а в 1973 году уже при новом тренере Иоахиме Франке, пришедшем из хоккея, она завоевала золотую медаль на чемпионате ГДР в спринте. В 1974 году дебютировала на чемпионате Европы и заняла 11-е место в многоборье. Тогда же стала 5-й на юниорском чемпионате мира. В декабре 1974-го она заняла 2-е место на чемпионате ГДР в спринте и 3-е в классическом многоборье.
В феврале 1975 года Карин неожиданно выиграла золото на своем дебютном чемпионате мира в классическом многоборье в Ассене, обойдя сильнейшую на тот момент советскую спортсменку Татьяну Аверину и американку Шейлу Янг. Через год после третьего места в забеге на 3000 м на чемпионате ГДР она стала только 7-й на чемпионате мира в классическом многоборье. На зимних Олимпийских игр в Инсбруке заняла 4-е место в беге на 3000 м и 5-е на 1500 м. В начале 1977 года завершила карьеру спортсменки.

## Личная жизнь и семья
Карин вышла замуж за Карла-Хайнца Дрбала, бывшего немецкого конькобежца. Работала тренером национальной сборной в Берлине.